# Proposizione aggiuntiva
La proposizione aggiuntiva è una proposizione subordinata che indica un fatto o una circostanza che si aggiunge a quanto è affermato dalla proposizione reggente.
- Oltre a mangiare, ho anche lavato i piatti.
- Oltre che essere un uomo brillante, è anche educato e simpatico.

Le locuzioni principali che la introducono sono oltre e oltre che.
Le proposizioni aggiuntive hanno solo la forma implicita con il verbo al modo infinito.
Nell'italiano arcaico era possibile anche usare la forma esplicita, con il verbo al modo indicativo o condizionale ed introdotte da oltre che.
- Oltre che tu sei destinata a vivificare un corpo umano; e tutti gli uomini per necessità nascono e vivono infelici (G. Leopardi, Dialogo della natura e di un’anima).